# Synegia hormosticta
Synegia hormosticta là một loài bướm đêm trong họ Geometridae.